# Navidad de golpe
Navidad de golpe (Falling for Christmas es su título original) es una película de comedia romántica navideña de 2022, dirigida por Janeen Damian, quien también se desempeña como guionista junto a Michael Damian, Jeff Bonnett y Ron Oliver. La entrega está protagonizada por Lindsay Lohan y Chord Overstreet, mientras que el elenco secundario está conformado por George Young, Jack Wagner y Olivia Perez. Brad Krevoy y Michael Damian se desempeñan como productores de la película.
La película marca la primera participación de Lohan en una producción importante en más de una década luego de una serie de reveses en su carrera mientras se recuperaba de problemas legales y de adicción.
Fue anunciada por primera vez en mayo de 2021 y comenzó la producción en Utah en noviembre de 2021. La película se estrenó el 10 de noviembre de 2022 a través de la plataforma de Netflix.

## Argumento
La historia gira en torno a una heredera hotelera mimada y recién comprometida quien sufre de amnesia total después de un accidente de esquí y se encuentra al cuidado del propietario de un hotel modesto junto a su precoz hija en los días previos a la Navidad.

## Reparto
- Lindsay Lohan como Sierra Belmont / Sarah
- Chord Overstreet como Jake Russell
- George Young como Tad Fairchild
- Jack Wagner como Beauregard Belmont
- Olivia Perez como Avy Russell

## Producción
En mayo de 2021, Netflix anunció que Lindsay Lohan regresaría a la actuación al protagonizar una comedia romántica navideña para la plataforma de transmisión y reveló su premisa. Los detalles de producción de la película fueron informados por Variety con Janeen Damian lista para dirigir la historia escrita por Damian, Michael Damian, Jeff Bonnett y Ron Oliver. Brad Krevoy de Motion Picture Corporation of America y Michael Damian de Riviera Films producirían, mientras que Amanda Phillips, Eric Jarboe y David Wulf actuarían como productores ejecutivos. Estaba programado para comenzar la producción en noviembre, por lo que no se lanzaría para la temporada navideña de 2021. En octubre, Michael Damian confirmó en una entrevista que el rodaje comenzaría el mes siguiente en Utah, dando más detalles sobre el proyecto:

Es una comedia, muchos momentos son realmente divertidos. Estamos emocionados de trabajar con [Lindsay], ella tiene un talento increíble [...] Netflix se acercó a nosotros, creo que nos convertimos en el equipo favorito de Navidad [... ellos] dijeron 'tenemos un proyecto por el que estamos entusiasmados', que Lindsay se unió para protagonizarlo y [pregunté] '¿estarían interesados en hacerlo?' y dijimos, 'sí, ¡estaríamos encantados de hacerlo!', y evolucionó de esa manera.

A comienzos de noviembre, se anunció que Chord Overstreet ha sido elegido como el interés amoroso de Lohan en la película. George Young, Jack Wagner y Olivia Perez también aparecerían en papeles aún no revelados. La semana siguiente, Netflix lanzó un primer vistazo de la película, una publicidad que todavía presentaba a Lohan y Overstreet, cuyo título aún no se había revelado. Luego, una lista de producción informó que la fotografía principal de la película, bajo el título provisional Christmas in Wonderland, se llevaría a cabo en Utah, del 8 de noviembre al 15 de diciembre de 2021. En febrero de 2022, Netflix lanzó su vista previa de la película 2022 con un video teaser con imágenes de sus lanzamientos más esperados que incluían un clip de Lohan en la película oficialmente titulada Falling for Christmas. Ese mismo mes, Lohan habló con Vogue sobre su decisión de unirse a la película:

Siento que de lo que no tenemos suficiente en este momento son comedias románticas. Y eso es exactamente lo que es: es una comedia romántica realmente divertida y edificante. Y en realidad es muy divertido. Cuando leí el guión y comenzamos a filmarlo, no me di cuenta de lo divertidos que íbamos a ser físicamente. Hay mucha comedia física en él, lo que realmente me gustó hacer, es una de mis cosas favoritas para hacer, que no he tenido en mucho tiempo.
Lindsay Lohan

## Lanzamiento
El estreno de la película fue el 10 de noviembre de 2022.